# Bathford
Bathford är en by och en civil parish i Bath and North East Somerset i Somerset i England. Orten har 1 759 invånare (2011). Byn nämndes i Domedagsboken (Domesday Book) år 1086, och kallades då Forde/Forda.